# 조현우 (배우)
조석현(1973년 1월 6일 ~ )은 대한민국의 배우이다.

## 학력
- 의정부공업고등학교
- 신흥대학 환경관리

## 출연작

### 영화
- 《정순》 (2024년) - 영수 역
- 《길복순》 (2023년) - 강형사 역
- 《안시성》 (2018년) - 보수담당 역
- 《해빙》 (2017년) - 강남형사 팀장 역
- 《더 킹》 (2017년) - 헬스장 주인 역
- 《혼숨》 (2016년) - 무당 역
- 《워킹걸》 (2015년) - 소매치기 역
- 《춘하추동 로맨스》 (2014년)
- 《캠퍼스 S 커플》 (2014년) - 웨이터 1 역
- 《레바논 감정》 (2014년) - 사냥꾼 역
- 《가면무도회》 (2013년)
- 《용의자》 (2013년) - 최소령 역
- 《톱스타》 (2013년) - 이주복 역
- 《미쓰GO》 (2012년) - 방형사 역
- 《바다를 건너 온 엄마》 (2011년) - 사장 역
- 《고양이: 죽음을 보는 두 개의 눈》 (2011년) - 박주임 역
- 《심야의 FM》 (2010년) - 조 형사 역
- 《아저씨》 (2010년) - 문달서 역
- 《의형제》 (2010년) - 성철 역
- 《백야행 - 하얀 어둠 속을 걷다》 (2009년) - 최 형사 역
- 《국가대표》 (2009년) - 병무청 직원 역
- 《구세주 2》 (2009년) - 라디오사연의 주인공(목소리) 역, 택배비 대신 거위 받아간 굉장히 피곤해 보이는 택배기사 역
- 《달콤한 거짓말》 (2008년) - 상사 역
- 《그 남자의 책 198쪽》 (2008년) - 사무소 직원 역
- 《모던 보이》 (2008년) - 토지조사국 동료 역
- 《영화는 영화다》 (2008년) - 똘마니 2 역
- 《당신이 잠든 사이에》 (2008년) - 호텔 남직원 역
- 《마이 뉴 파트너》 (2008년) - 칠순 역
- 《아름답다》 (2008년) - 소변남 역
- 《추격자》 (2008년) - 도망남 역
- 《수쟌느》 (2007년) - 석현 역
- 《스카우트》 (2007년) - 경찰 1 역
- 《권순분 여사 납치사건》 (2007년) - 의사 역
- 《마이 파더》 (2007년) - 교도소 면회접수실 직원 역
- 《만남의 광장》 (2007년) - 형사 역
- 《숨》 (2007년) - 특별 면회실 교도관 역
- 《수》 (2007년) - 박 형사 역
- 《그놈 목소리》 (2007년) - 조 형사 역
- 《조용한 세상》 (2006년) - 소방관 2 역
- 《미녀는 괴로워》 (2006년) - 중고차 영업맨 역
- 《사랑할 때 이야기하는 것들》 (2006년) - 9603 주차남 역
- 《열혈남아》 (2006년) - 회갑연 사내 2 역
- 《타짜》 (2006년) - 동네 건달 역
- 《시간》 (2006년) - 사고차 운전자 역
- 《호로비츠를 위하여》 (2006년) - 비디오 박씨 역
- 《연리지》 (2006년) - 사극 촬영장 부관 1 역
- 《달콤, 살벌한 연인》 (2006년) - 동네 건달 1 역
- 《음란서생》 (2006년) - 지나가던 남자 역
- 《구세주》 (2006년) - 경찰 역
- 《흡혈형사 나도열》 (2006년) - DHL 조수 역
- 《야수》 (2006년) - 동료 검사 역
- 《싸움의 기술》 (2006년) - 목욕탕 건달 2 역
- 《보조거울》 (2005년) - 박두식 역
- 《활》 (2005년) - 사내 3 역

### 드라마
- 《탁류》 (2025년, 디즈니+) -
- 《오징어게임 시즌2》 (2024년, 넷플릭스) - No.444 김남두 역
- 《살인자ㅇ난감》 (2024년, 넷플릭스) - 여부일 역
- 《악인전기》 (2023년, ENA) - 이수호 역
- 《이로운 사기》 (2023년, tvN) - 홍창기 역
- 《강계장2》 (2023년, Seezn) -
- 《사막의 왕》 (2022년, 왓챠) - 천웅 부
- 《변론을 시작하겠습니다》 (2022년, 디즈니+) - 김덕우 역
- 《아다마스》 (2022년, tvN) - 송순호 역
- 《괴수》 (2022년, 티빙) - 사무국장 역
- 《우수무당 가두심》 (2022년, 카카오TV) - 일남 부 ep. 4/6
- 《모범택시 시즌2》 (2022년, SBS) - 조도철 역
- 《보이스 4》 (2021년, tvN) - 최공필 역 ep. 6-7
- 《모범택시》 (2021년, SBS) - 조도철 역
- 《시지프스 : the myth》 (2021년, JTBC) - 안장리 역 ep. 10-14
- 《메모리스트》 (2020년, tvN) - 북부지검 검찰 계장 역
- 《싸이코패스 다이어리》 (2019년, tvN) - 남성철 역 ep.8
- 《시크릿 마더》 (2018년, SBS)
- 《조작》 (2017년, SBS)